# Seven Valleys (Pensilvania)
Seven Valleys es un borough ubicado en el condado de York en el estado estadounidense de Pensilvania. En el año 2000 tenía una población de 492 habitantes y una densidad poblacional de 166.1 personas por km².

## Geografía
Seven Valleys se encuentra ubicado en las coordenadas 39°51′22″N 76°46′01″O / 39.85611, -76.76694.

## Demografía
Según la Oficina del Censo en 2000 los ingresos medios por hogar en la localidad eran de $43,542 y los ingresos medios por familia eran $45,000. Los hombres tenían unos ingresos medios de $31,591 frente a los $21,912 para las mujeres. La renta per cápita para la localidad era de $17,544. Alrededor del 4.5% de la población estaba por debajo del umbral de pobreza.